# Bonorum possessio
Die bonorum possessio (eine ältere Bezeichnung lautet: heriditatis possessio = Besitz eines Nachlasses) war im römischen Erbrecht der Nachlassbesitz, dessen Berechtigung nicht auf einer Erbfolge (hereditas) mit Erbschaft beruhte, sondern auf einem Hoheitsakt, der prätorischen Einweisung. Die Besitzeinweisung (missio in possessio) gehört deshalb zum Honorarrecht.
Der eingewiesene Nachlassbesitzer (bonorum possessor) wurde nicht im zivilrechtlichen Sinne Erbe (heres), denn über prätorisches Recht konnte kein Erbe nach ius civile gekoren werden. Er konnte die Erbenstellung aber ersitzen und erhielt in bestimmten Fällen einen Abwehranspruch gegen den Herausgabeverlangen des Erben (siehe: Erbrechtsschutz). Der Abwehranspruch wirkte als Einrede, mit der der Nachlassbesitzer die Durchsetzung der Herausgabe verhindern konnte.
Die Einweisungsgründe des Prätors konnten auf unterschiedlicher Rechtsnatur beruhen. Sie konnten sich aus Gesetz (intestati) oder Testament (secundum tabulas) ergeben, sie konnten aber auch im Zusammenhang mit einer noterbrechtlichen Regelung (contra tabulas) stehen. Er konnte Rechtsgrundlagen auch modifizieren und sogar fiktizisch bearbeiten.

## Gesetzliche Erbfolgeregeln (intestati)
Für die gesetzliche Einweisung galt eine strenge hierarchische Staffelung der Anwärterkreise, die nur nacheinander – in vier verschiedenen Klassen – berufen sein konnten. Der Prätor bot das Erbe den nachfolgend genannten Klassen nacheinander an:
Die privilegierte erste Klasse (unde liberi) rekrutierte sich aus dem Kreis der Hauserben (sui heredes), erweitert um den Kreis emanzipierter Abkömmlinge, also Kinder (liberi), die nicht mehr der patria potestas des Erblassers unterlagen. Auch bereits gezeugte, aber ungeborene Kinder (nascituri) unterfielen dem Schutz der ersten Klasse, ebenso gewaltunterworfene Ehefrauen (uxores in manu).
In der zweiten Klasse (unde legitimi) waren die nach ius civile gesetzlich berufenen Erbberechtigten (Intestate) aufgeführt. Das vermittelnde Gesetz waren die XII Tafeln. Den gewaltunterworfenen Hauskindern und Ehefrauen folgten, soweit Hauserben nicht weiter vorhanden waren, die nächsten Agnaten. Fehlten auch diese, waren die Gentilen (Mitglieder des Großfamilienclans) zur Einweisung in den Nachlassbesitz aufgerufen.
In einer dritten Klasse (unde cognati) waren alle Blutsverwandten des Erblassers erfasst, was bis zum sechsten Grad ging. Darunter fielen auch Blutsverwandte der weiblichen Linie.
In einer vierten und letzten Klasse (unde vir et uxor) fanden sich die Ehefrauen gewaltfreier Ehen wieder. Trotz der heutigen Vorstellung, dass gerade diese Frauen eine hervorgehobene Stellung genießen würden, waren sie – und darin liegt eine Besonderheit des römischen Rechts – tatsächlich am stärksten benachteiligt.
Die aus dem Klassensystem resultierenden Rechtsfolgen waren unterschiedlich. Das prätorische Recht schützte vollumfänglich die Kinder (liberi) vor Erbansprüchen, sie erhielten nämlich die bonorum possessio cum re. Selbst vorrangige Erben im Sinne des ius civile konnten sich gegen die Nachlassinbesitznahme der Kinder nicht erfolgreich wehren. Der Nachlass verblieb bei den Kindern oder war an sie zu übergeben. Machte derselbe Erbe seine Erbansprüche hingegen gegenüber Ehefrauen und Blutsverwandten geltend, war der Nachlass durch diesen Personenkreis herauszugeben.

## Testamentserbfolge (secundum tabulas)
Die Besitzeinweisung durch den Prätor konnte aber auch auf letztwilliger Verfügung des Erblassers beruhen. Die Testamentserbfolge entwickelte sich im Honorarrecht mit eigenen Grundsätzen. Der Prätor wies den Erbschaftsbesitz (bonorum possessio secundum tabulas) einem oder den in der Testamentsurkunde Bedachten dann zu, wenn die Urkunde von der gesetzlichen Mindestanzahl an Zeugensiegeln geschmückt war.
Sieben Siegel hatte die Urkunde aufzuweisen, darunter fünf Zeugensiegel, das Siegel des Treuhänders für den familiären Vermögenserwerber (familiae emptor) und das Siegel desjenigen, der die Waage hielt (libripens). Anfänglich als Beweiserleichterung gedacht, wandelte sich der Rechtsschutz im klassischen Recht unter Antoninus Pius zu einer bedeutenden Einrede der exceptio doli. Diese konnte der Rechtseingewiesene gegenüber dem Klaganspruch des zivilen Erben geltend machen.

## Noterbrecht und Pflichtteil (contra tabulas)
Der Prätor konnte erbrechtlich übergangen Kindern die Einweisung in den „Nachlassbesitz gegen das Testament“ (bonorum possessio contra tabulas) gewähren. Mit der Einweisung erlangten sie Vorrang vor dem testamentarischen Erben. Die Erbfolge gegen das Testament erwuchs aus dem „formellen Noterbrecht“ und unterlag der prätorischen Kontrolle. Die widerstreitenden Interessen entstanden aus widersprüchlichen Grundregelungen. Einerseits galt nämlich das traditionelle Prinzip der Familienerbfolge, andererseits kam der Grundsatz der (formstrengeren) Testierfreiheit zum Tragen. Nachlassauseinandersetzungen konnten so vor große Probleme gestellt werden.
Wurde ein Hauserbe (suus heres) vom Erblasser stillschweigend übergangen, war sein Testament in vollem Umfang gefährdet, denn es galt nur das Wahlrecht zwischen zwei Geboten. Entweder war der Hauserbe eingesetzter Erbe, oder er war ausdrücklich (nominatim exheredare) enterbt. Bei Töchtern genügte die Enterbung inter ceteros, also ohne namentliche Nennung. Eine Begründung für die Enterbung musste nie beigebracht werden, auch nicht bei Enterbung der Söhne.
War ein Hauserbe ausdrücklich enterbt, so stand ihm der Pflichtteil zu. In diesem Zusammenhang wird vom „materiellen Noterbrecht“ gesprochen. Pflichtteilsansprüche konnten mit Inoffiziositätsklage (querela inofficiosi testamenti) verfolgt werden. Der Berechtige berief sich dann auf die „Pflichtwidrigkeit des Testaments“. Das Verfahren wurde außerhalb des Formularprozesses vor dem Zentumviralgericht geführt und war eine Anfechtungsklage gegen das Testament aus Gründen widerfahrener Lieblosigkeit (inofficiosum). Eine erfolgreiche querela inofficiosi testamenti wirkte erga omnes und betraf auch testamentarisch Freigelassene und Legatare, wobei Versäumnisurteile und Urteile wegen absichtlicher und kollusiver Handlungen davon ausgenommen waren.
Justinian erweiterte das Noterbrecht mit Novelle 115 (Bestandteil seiner gesetzlichen Gesamtkompilation) auch auf Vorfahren. Diese Extension wird heute noch im Zivilrecht Österreichs (§ 762 ABGB) und der Schweiz (Art. 470 ZGB) repräsentiert. Die deutsche Rechtsordnung hingegen kennt nur den Pflichtteil der Nachkommen (§ 2303 BGB). Alle heutigen Zivilrechtsordnungen erkennen dem Ehegatten ein Pflichtteilsrecht zu. Das wiederum war im in dieser Hinsicht restriktiven römischen Recht nicht vorgesehen.